# Candyflip
Candyflip ist eine Kombination der Drogen LSD und MDMA.

## Wirkung
Die Kombination der beiden Stoffe kann zu starken Wahrnehmungsveränderungen mit optischen und akustischen Halluzinationen führen. Die psychoaktive Wirkung beider Substanzen kann sich gegenseitig verstärken. Es wird häufig als eine der stärksten und angenehmsten Drogenerfahrungen beschrieben, dieses liegt an den ähnlichen Rauschzuständen, wobei LSD mehr halluzinogen und MDMA mehr antriebssteigernd und stimmungsaufhellend wirkt. Durch die extreme Ausschüttung von Serotonin und Dopamin werden die Halluzinationen anfänglich in positive Bahnen gelenkt, doch es besteht die Gefahr, dass durch die verschieden langen Wirkungszeiten das MDMA an Wirkung verliert und die nachfolgende Zeit des LSD Rausches durch stark negative "flashes" langsam und depressiv zu Ende geht. Viele Konsumenten nutzen deshalb die Möglichkeit des „Nachschmeißens“, um das Abfallen der Glückshormone künstlich durch die Einnahme weiterer stimmungsaufhellender Drogen (Marihuana, Kokain, MDMA) zu verhindern, oder nehmen das MDMA erst gegen Ende der LSD-Erfahrung ein.